# Paramonga

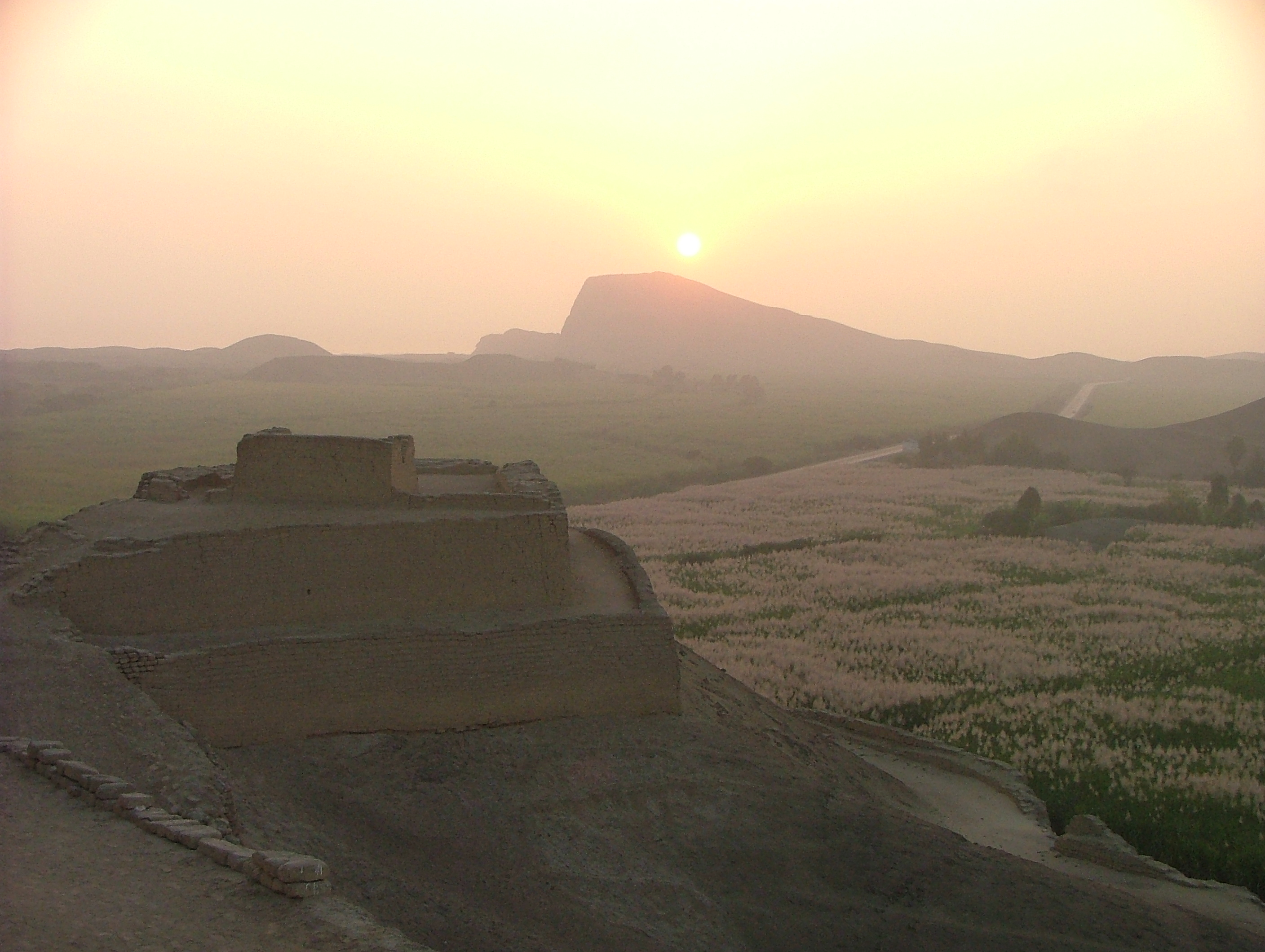
Pôr do sol em Paramonga

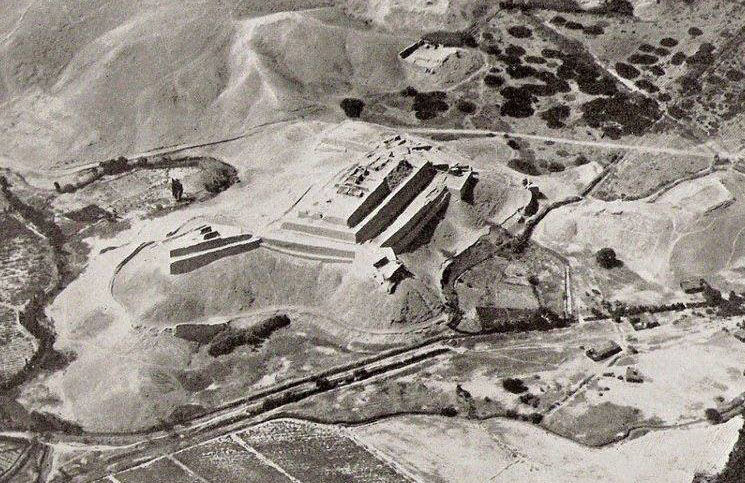
Foto aérea de 1930

Paramonga é um complexo arqueológico localizado ao norte do departamento de Lima, no Peru. Seu edifício principal é uma imponente pirâmide escalonada, feita de adobe, popularmente conhecida como Fortaleza, embora também pudesse ser um templo ou um observatório. Foi construída pela cultura Chimu (século XV), sendo posteriormente ocupado pelos incas, que expandiram suas estruturas. Em 2006, o Instituto Nacional de Cultura do Perú, por meio da Resolução da Direção Nacional N.º 083, a declarou Patrimonio Cultural da Nação.

## Localização
A Fortaleza está localizada no distrito de Paramonga, província de Barranca, departamento de Lima, no vale do rio Fortaleza e perto do Oceano Pacífico, a 190 km ao norte da cidade de Lima e apenas 3 km ao norte de Pativilca. Sua principal construção é uma pirâmide escalonada conhecida como Fortaleza, associada a outras 8 construções secundárias, muito menos conservadas.
O complexo também abrange outro sítio arqueológico próximo, o Cerro La Horca, um maciço natural cujas estruturas de barro se erguem de fundações de pedra e ao pé do maciço existem numerosas huacas de origem moche; no local existem também ruínas de uma parede divisória e uma área usada como cemitério.

## Cronologia
- Período intermediário tardio (1100-1470) -- Cultura Chimu.
- Período do horizonte tardio (1470-1532) -- Ocupação Inca.

## Etimologia
Paramonga deriva da pronunciação incorreta da palavra composta Paramunquilla, que na língua quíchua significa que chove (para = "chuva" e munquilla = "grande ocorrência"). O que demostraria que o edifício estaria relacionado ao culto à água.

## História
Tudo indica que os primeiros construtores desta "Fortaleza" foram os chimús. Possivelmente foi um forte militar que guardava a fronteira sul do reino de Chimú, cuja função era conter as incursões dos yungas do sul. Mas uma versão transmitida por Inca Garcilaso de la Vega afirma que o Inca Pachacuti ordenou que fosse erguida como uma celebração por sua vitória contra as forças dos chimús, que teria ocorrido naquela região por volta do ano 1470. No entanto, é mais provável é que os incas se limitassem a ampliá-la, deixando sua marca na construção que naquela época já seria antiga. As características arquitetônicas incas são, por exemplo, a cobertura do batente duplo e a pintura das paredes com o vermelho e o ocre típicos da era imperial.
Os primeiros europeus que a viram foram os expedicionários espanhóis que levaram Hernando Pizarro de Cajamarca a Pachacamac, logo após a captura do Inca Atahualpa. A construção causou uma boa impressão sobre eles, que à distância parecia um castelo medieval.

## Descrição
Seu edifício principal, uma pirâmide escalonada conhecida popularmente como Fortaleza, está ligada a outros edifícios similares (8 no total), através de uma extensa muralha de cerca de 60 quilômetros de comprimento.
A pirâmide é composta de paredes fixadas à encosta de um monte rochoso natural, que suporta quatro plataformas sobrepostas. Na parte superior é onde a maioria dos edifícios está concentrada. Sua altura máxima é de 30 metros. A área de entrada, no canto sul, é formada por um conjunto de aberturas, passagens e rampas.
Era feito com adobes de diferentes tipos. Os altos muros seguiam as irregularidades do terreno.
Foram construídos contrafortes em quatro de seus cantos, que foram descritos como "bastiões". Vista do ar, a fortaleza se assemelha a uma lhama estilizada, sendo o "bastião do norte" a cabeça do animal; o "bastião do sul" a cauda; e os dois "bastiões" a oeste, as extremidades inferiores. Embora se deva notar que nenhuma fonte tradicional alude a essa semelhança e é apenas uma comparação moderna feita por especialistas (outro exemplo de arquitetura iconográfica no mundo pré-hispânico seria Cuzco, cujo plano sugere a forma de um condor). As investigações determinaram que o monumento foi pintado na cor ocre; as crônicas também referem que foi decorada com murais com representações de pássaros e animais selvagens.